# Acacia denticulosa
Espèce
Répartition géographique
Acacia denticulosa est une espèce de plante à fleurs du genre Acacia de la famille des Fabaceae. C'est un arbuste originaire du sud-ouest de l'Australie-Occidentale.

## Description
C'est un arbuste peu fourni d'une hauteur de 1 à 4 m. Il fleurit à la fin de l'hiver jusqu'au début du printemps, produisant des épis denses, jaunes et courbés.